# Linyi
Linyi (em chinês: 临沂; romaniz.: Línyí) é uma cidade de nível de prefeitura no sul da província de Shandong, na China. Em 2011, Linyi era a maior cidade de nível de prefeitura em Shandong, tanto em área quanto em população. Linyi faz fronteira com Rizhao a leste, Weifang a nordeste, Zibo a norte, Tai'an a noroeste, Jining a oeste, Zaozhuang a sudoeste e a província de Jiangsu ao sul. O nome da cidade Linyi (临沂) significa literalmente "perto do rio Yi".

## Administração
A cidade de Linyi, de nível de prefeitura, administra 12 divisões de nível de condado, incluindo três distritos e nove condados.

## História
Linyi tem uma história de 2400 anos. É o lar de muitas figuras históricas, principalmente Zhuge Liang e Wang Xizhi. Em 1972, a Arte da Guerra de Sun Tzu foi descoberta na cidade pela primeira vez .A Arte da Guerra de Sun Tzu está atualmente em exposição no museu provincial de Shandong.
Em 25 de julho de 1668, ocorreu um terremoto que teve uma magnitude estimada de M 8.5, ocorreu a nordeste de Linyi, tornando-se o maior terremoto histórico no leste da China, e um dos mais desastrosos em terra.
Na primavera de 1938, durante a Segunda Guerra Sino-Japonesa, a cidade foi palco de violentos combates entre tropas chinesas e japonesas.
Em 1946, durante a Guerra Civil Chinesa, a Direção Geral dos Postos de Guerra de Shandong do PCC foi transferida das Montanhas Yimeng para Linyi e renomeada Administração Postal Provincial de Shandong.[carece de fontes?]

## Geografia
Linyi fica no sul da província de Shandong, não muito longe dos portos de Rizhao e Lianyungang. A área urbana está localizada em terrenos predominantemente planos que dão lugar a terrenos mais acidentados no oeste e noroeste da área administrativa da cidade, que abrange 17.184 km2.

## Clima
Linyi tem um clima influenciado pelas monções, com precipitação generosa no verão, invernos frios e secos e verões quentes e úmidos. Mais da metade da precipitação anual de 833 milímetros (33 pol) cai somente em julho e agosto, e o período sem geadas é superior a 200 dias.
| Dados climatológicos para Linyi (1991-2020) | Dados climatológicos para Linyi (1991-2020) | Dados climatológicos para Linyi (1991-2020) | Dados climatológicos para Linyi (1991-2020) | Dados climatológicos para Linyi (1991-2020) | Dados climatológicos para Linyi (1991-2020) | Dados climatológicos para Linyi (1991-2020) | Dados climatológicos para Linyi (1991-2020) | Dados climatológicos para Linyi (1991-2020) | Dados climatológicos para Linyi (1991-2020) | Dados climatológicos para Linyi (1991-2020) | Dados climatológicos para Linyi (1991-2020) | Dados climatológicos para Linyi (1991-2020) | Dados climatológicos para Linyi (1991-2020) |
| Mês                                         | Jan                                         | Fev                                         | Mar                                         | Abr                                         | Mai                                         | Jun                                         | Jul                                         | Ago                                         | Set                                         | Out                                         | Nov                                         | Dez                                         | Ano                                         |
| ------------------------------------------- | ------------------------------------------- | ------------------------------------------- | ------------------------------------------- | ------------------------------------------- | ------------------------------------------- | ------------------------------------------- | ------------------------------------------- | ------------------------------------------- | ------------------------------------------- | ------------------------------------------- | ------------------------------------------- | ------------------------------------------- | ------------------------------------------- |
| Temperatura máxima recorde (°C)             | 16,8                                        | 24,0                                        | 31,9                                        | 33,0                                        | 38,0                                        | 38,1                                        | 41,6                                        | 36,5                                        | 35,8                                        | 33,8                                        | 26,9                                        | 19,7                                        | 41,6                                        |
| Temperatura média (°C)                      | −0,2                                        | 2,6                                         | 8,0                                         | 14,6                                        | 20,4                                        | 24,3                                        | 26,7                                        | 25,9                                        | 21,7                                        | 15,8                                        | 8,4                                         | 1,9                                         | 14,2                                        |
| Temperatura média alta (°C)                 | 4,8                                         | 8,1                                         | 13,9                                        | 20,7                                        | 26,1                                        | 29,7                                        | 31,0                                        | 30,2                                        | 26,8                                        | 21,3                                        | 13,6                                        | 6,8                                         | 19,4                                        |
| Temperatura média baixa (°C)                | −4,1                                        | −1,6                                        | 3,0                                         | 9,3                                         | 15,1                                        | 19,7                                        | 23,3                                        | 22,7                                        | 17,7                                        | 11,3                                        | 4,1                                         | −2,0                                        | 9,9                                         |
| Temperatura mínima recorde (°C)             | −13,3                                       | −14,3                                       | −8,4                                        | −2,7                                        | 5,6                                         | 12,0                                        | 15,3                                        | 12,6                                        | 7,1                                         | −0,2                                        | −7,6                                        | −13,1                                       | −14,3                                       |
| Fonte: China Meteorological Administration  |                                             |                                             |                                             |                                             |                                             |                                             |                                             |                                             |                                             |                                             |                                             |                                             |                                             |

## Economia
A economia de Linyi é baseada em seus mercados atacadistas. A Linyi Wholesale City está classificada em 3º lugar em sua categoria na China, com um volume de comércio anual de 40 bilhões de RMB (~US$ 5 bilhões). A prefeitura de Linyi desenvolveu mais de 1.500 vilas especializadas, mais de 80 cidades especializadas e quase 800 empresas agrícolas industrializadas.